# アルフレッド・シュッツ
アルフレッド・シュッツまたはアルフレート・シュッツ（ドイツ語: Alfred Schütz、1899年4月13日 - 1959年5月20日）は、オーストリアで生まれ、後にアメリカに渡った哲学者、社会学者。現象学と社会学を融合させた現象学的社会学の始祖として知られる。主な弟子にピーター・L・バーガーやトーマス・ルックマンらがいる。

## 生涯
アルフレッド・シュッツは、1899年に銀行家オットー・シュッツとヨハンナ夫妻の子としてオーストリアの都ウィーンに生まれた。ギムナジウムを卒業したが、その頃は第一次世界大戦中であったために、彼はオーストリア軍に従軍している。大戦後にウィーン大学に入学し、法律と社会科学を学んだ。2年半で学位を取得して大学を卒業。
卒業後は銀行員となり、銀行の法律業務に従事するが、その一方でマックス・ウェーバーの理解社会学とエドムント・フッサールの現象学の研究を継続していた（この実務と研究の二重生活は最晩年を除き、ほぼ生涯続いた）。1932年、ウェーバー＆フッサールの研究に関しての著作（『社会的世界の意味構成』）を発表し、これをフッサールに捧げたことから、フッサールとの交流が始まる。また、彼はフライブルクをしばしば訪ねては当地の現象学者のサークルに参加していたという。フッサールはシュッツに自分の助手になるよう勧めたが、彼自身の個人的事情で実現できなかった。彼とフッサールの学的交流は1938年のフッサールの死去まで続いた。
1930年代後半になると、ナチスが台頭し、ドイツのオーストリア占領が迫っていた。彼はユダヤ系であったためにナチスの脅威を避けねばならず、この1938年には母国オーストリアからパリに脱出した。さらに翌1939年７月14日にアメリカへ亡命。1943年からニューヨークにあるニュー・スクール・フォー・ソーシャル・リサーチの講師になる（1956年に常勤教授となる）。大学では「社会科学方法論」、「社会的役割論」、「自我と社会」、「言語社会学」などに関する講座で教鞭を執った。生活のため、アメリカでも銀行関連業務を行なう傍らで続けた研究生活であった。しかし1952年に同大学教授へ招聘されることとなり、これによって二重生活も終わりを告げ、晴れて研究生活に専念できることになった。1952年から1956年まで、ニュー・スクール・フォー・ソーシャル・リサーチ哲学研究科学科長。そして、1959年に60歳で他界するまで、このニューヨークでの研究と教授の活動にシュッツは自らの晩年を捧げた。

## 研究と業績
シュッツが影響を受けたのはマックス・ウェーバーの理解社会学と、エトムント・フッサールの現象学である。実務と研究の二重生活と戦争による亡命の影響で彼の著作は多くはない。渡米以後に彼がアメリカ社会学に与えた影響は大きかったとされる。すなわち、タルコット・パーソンズに代表されるシステム論的社会学（機能主義的社会学）への批判的位置を占める、ピーター・L・バーガーやトーマス・ルックマンの「知識社会学」やハロルド・ガーフィンケルが提唱する「エスノメソドロジー」などの新たな社会学の出現を導いた。
彼らの社会学理論には、シュッツの「日常」という視角と「主観的解釈」という方法が反映されている。行為の主観的意味の付与活動の場である「日常」を意識する時代背景によって成立した、Ｍ・ウェーバーの理解社会学について、さらに人々の意味付与活動の場である、「日常」という領域をこの社会学の主題として導入したことは、シュッツの功績として大きく評価できるものである。

### 多元的現実
オーストリア時代には緻密な方法論者的傾向であったシュッツは渡米以後には経験的な人類学者の横顔に変貌した。すなわちウィリアム・ジェームズ、ジョン・デューイ、ジョージ・ハーバート・ミードらのプラグマティズムの新たな精神風土に触れたシュッツは、彼にとっての二つの根本テーマである、「社会科学」と「日常生活世界」について、その両者の関係の主客が入れ替わり、「日常生活世界」は至高の現実として前面に位置し、「自然科学」的認識はその周縁的現実である「自然的世界」として、「社会科学」的認識はその周縁的現実である「社会的世界」として後方に位置することになった。これは科学でさえも多元的生活領域の一つとして含める、包括的人類学への構想を企図させるものであった。そしてそれは「多元的現実」の理論として結実したのである。1955年に、これを記号論的に再解釈した論文として発表した、"Symbol, Reality, and Society"（「シンボル・リアリティ・社会」）はシュッツが渡米後になし得た最良の成果であると言える。

### 主な著作
彼の著作で生前に出版されたのは1932年のDer sinnhafte Aufbau der sozialen Welt（『社会的世界の意味構成』、英題 The phenomenology of the Social World 『社会的世界の現象学』）のみである。その他の著作は遺族や彼の教え子たちがまとめ、論文集として公刊している。

### 死後に公刊された主な論文集
1. CP-I ： "Collected Papers I : The Problem of Social Reality",Edited and Introduced by Maurice Natanson. With a Preface by H.L.Van Breda. The Hague : Nijhoff,1962.
2. CP-II ： "Collected Papers II : Studies in Social Theory",Edited and Introduced by Arvid Brodersen. The Hague : Nijhoff,1964.
3. CP-III : "Collected Papers III : Studies in Phenomenological Philosophy",Edited and Introduced by ILse Schutz. With an Introduction by Aron Gurwitsch. The Hague : Nijhoff,1966.
4. "Strukturen der Lebenswelt"（邦題：「生活世界の構造」）、Thomas Luckmann,1975.[6]